# Bg (Unix)
bg é um comando de controle de trabalho do Unix e sistemas operacionais Unix-like que retoma a execução de um processo suspenso sem trazê-la para o primeiro plano; o processo de retomada continua executando em segundo plano, sem receber a entrada do usuário a partir do terminal. Nesse comando é necessário para ser incluído em um sistema operacional, a fim de que ele seja compatível com POSIX.